# Синьи-ле-Пти (кантон)
Синьи́-ле-Пти (фр. Signy-le-Petit) — кантон во Франции, находится в регионе Шампань — Арденны, департамент Арденны. Входит в состав округа Шарлевиль-Мезьер.
Код INSEE кантона — 0829. Всего в кантон Синьи-ле-Пти входит 9 коммун, из них главной коммуной является Синьи-ле-Пти.

## Коммуны кантона
| Коммуна         | Население, чел. (1999) | Почтовый индекс | Код INSEE |
| --------------- | ---------------------- | --------------- | --------- |
| Броньон         | 126                    | 08380           | 08087     |
| Ла-Нёвиль-о-Жут | 353                    | 08380           | 08318     |
| Нёвиль-ле-Больё | 265                    | 08380           | 08319     |
| Овиллер-ле-Форж | 833                    | 08260           | 08037     |
| Ож              | 69                     | 08380           | 08030     |
| Синьи-ле-Пти    | 1 314                  | 08380           | 08420     |
| Тарзи           | 137                    | 08380           | 08440     |
| Флиньи          | 176                    | 08380           | 08172     |
| Этеньер         | 406                    | 08260           | 08156     |

## Население
Население кантона на 1999 год составляло 3 679 человек.
| 1962  | 1968  | 1975  | 1982  | 1990  | 1999  | 2006 | 2007 | 2008 |
| ----- | ----- | ----- | ----- | ----- | ----- | ---- | ---- | ---- |
| 4 138 | 4 416 | 4 073 | 3 776 | 3 619 | 3 679 | —    | —    | —    |